# Список переименованных населённых пунктов Сахалинской области
В данном списке приведены населённые пункты, расположенные согласно современному административно-территориальному делению в Сахалинской области России, название которых изменялось. 

## А
- Ру́дака → Ани́ва[1]

## Б
- Нисисакутан → Бошняково (1947, посёлок городского типа; с 2003 — село)[2][3]
- Найбути → Быков (1947, посёлок городского типа; с 2003 — село)[4][3]

## В
- Томарикиси → Вахрушев (1947)[5]
- Сираура → Взморье (1947, посёлок городского типа; с 2003 — село)[6][3]
- Мотомари → Восточное (1947, сельский населённый пункт)[4]

## Г
- Найоро → Гастелло (1947, посёлок городского типа; с 2003 — село)[4][3]
- Найхоро → Горнозаводск (1947, город; с 2003 — село)[4][3]

## Д
- Сианча́ → До́линск (1946)[7]

## И
- Кусюннай → Ильинский (1947, посёлок городского типа)[8]

## К
- Муравьёвский (1853, сторожевой пост) → Корса́ковский (1867, по другим данным 1869, сторожевой пост) → Отомари (1905, поселение) → Корса́ков (1946, город)[9]
- Ся́на → Кури́льск (1946)[10]

## Л
- Камисикука → Леонидово (1947, посёлок городского типа)[11]

## М
- Сирито́ру → Мака́ров (1947)[12]

## Н
- Хо́нто → Не́вельск (1946)[13]

## О
- Нагахама → Озёрский (посёлок городского типа)[4] → Озёрское (2004, село)[3]

## П
- Сику́ка → Порона́йск (1947)[7]
- Хирочи → Правда (1947, посёлок городского типа; с 2003 — село)[6][3]

## С
- Касиваба́ра → Се́веро-Кури́льск (1946) [14]
- Каваками → Синегорск (1947, посёлок городского типа)[11]
- Отани → Сокол (1947, посёлок городского типа)[2]

## Т
- Китакадзава → Тельновский (1947, посёлок городского типа)[15] → Тельновское (2004, село)[3]
- Томарио́ру → Тома́ри (1947)[16]

## У
- Этууту́ру → Усуто́ру (1906) → Углего́рск (1946)[17]
- Хигаси-Найбути → Углезаводск (1947, посёлок городского типа; с 2003 — село)[6][3]
- Тайхе́ → Уда́рный (1947, посёлок городского типа)[10]

## Х
- Мао́ка → Холмск (1946)[18]

## Ч
- Но́да → Че́хов (1947)[19]

## Ш
- Торо → Шахтёрск (1947)[5]
- Минами-Найоси → Шебунино (1947, посёлок городского типа)[8]

## Ю
- Фурукама́ппу → Ю́жно-Кури́льск (1946)[20]
- Влади́мировка (1882) → Тойоха́ра (1906) → Ю́жно-Сахали́нск (1946)[21]

## Я
- Рантомари → Яблочный (1947, посёлок городского типа)[6] → Яблочное (2003, село)[3]
- Окоо → Ясноморское (1947, сельский населённый пункт)[2]

## Источник
- Е. М. Поспелов. Имена городов: вчера и сегодня (1917—1992): Топонимический словарь. — Москва: Русские словари, 1993. — 249 с.